# Полоз ескулапів
Полоз ескулапів, полоз лісовий, ескулапова змія (Zamenis longissimus) — вид змій родини полозових (Colubridae). Один із 6 видів роду. Поширений в Європі та Західній Азії. Типовий лісовий мешканець. Раритетний вид плазунів, занесений до Червоної книги України та ряду інших природоохоронних документів.. Умовно отруйна змія (реальної небезпеки для людини не становить)..

## Етимологія
Назва виду походить від лат. longissimus = «найдовший», що пов'язане із значною довжиною змії (порівняно з іншими європейськими зміями).
Свою українську назву вид отримав на честь міфічного Ескулапа — бога лікування древніх римлян, якого зображували у вигляді старця, який тримає в руках жезл із змією, що його обвиває. Дочка Ескулапа Гигея також зображувалась із змією, яка п'є з чаші. Пізніше це зображення перетворилось у відому емблему медицини. Друга назва пов'язана з основним типом біотопів змії — лісом.
Назва на інших мовах: Aesculapean Snake (англ.; дослівно «ескулапова змія»); Äskulapnatter (нім.; дослівно «ескулапові змія»); couleuvre d'Esculape (франц.; дослівно «ескулапова змія»); эскулапов полоз (рос.).

## Опис

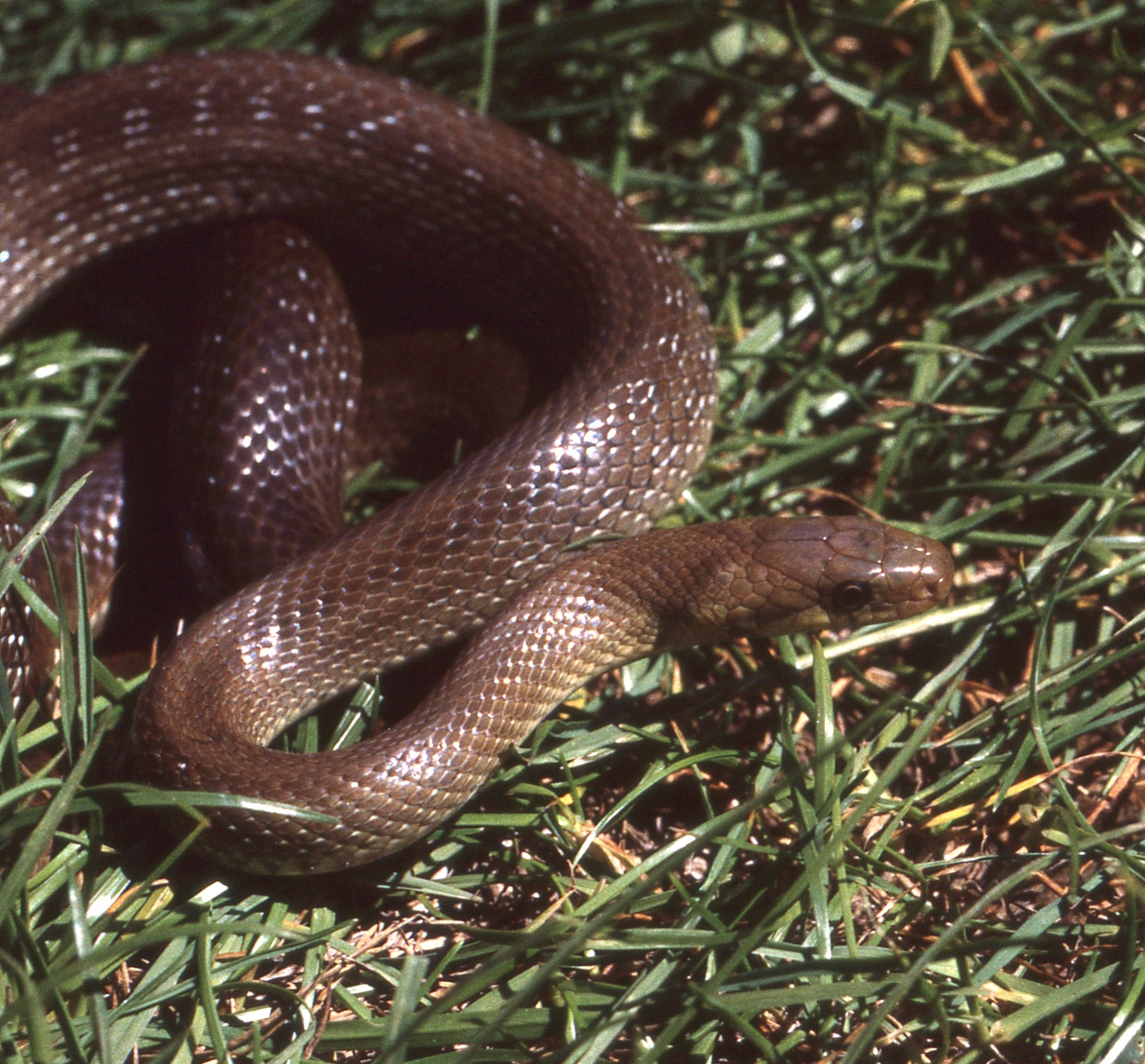

Велика змія  до 225 см завдовжки (L. + L.cd., де L. — довжина тіла від кінчика морди до клоаки, а L.cd. — довжина від кінчика хвоста до клоаки) (в Україні — до 190 см, але звичайно близько 120 см; у Молдавії — до 150 см). Довжина тіла з головою (L.) становить до 160 см (в Закарпатті — до 135 см). Хвіст (L.cd.) відносно довгий, відношення L./L.cd. становить 3,4—4,9. Тулуб стрункий. Голова відносно невелика, довгаста, не різко відмежована від тулуба. Кінчик морди закруглений. Очі великі, з круглими зіницями. Верхньощелепні зуби приблизно однакового розміру, вони утворюють безперервний ряд; їх кількість становить від 15 до 24. Передні нижньощелепні зуби трохи довші, ніж задні. Маса до 400 г (Карпати).

### Лускатий покрив

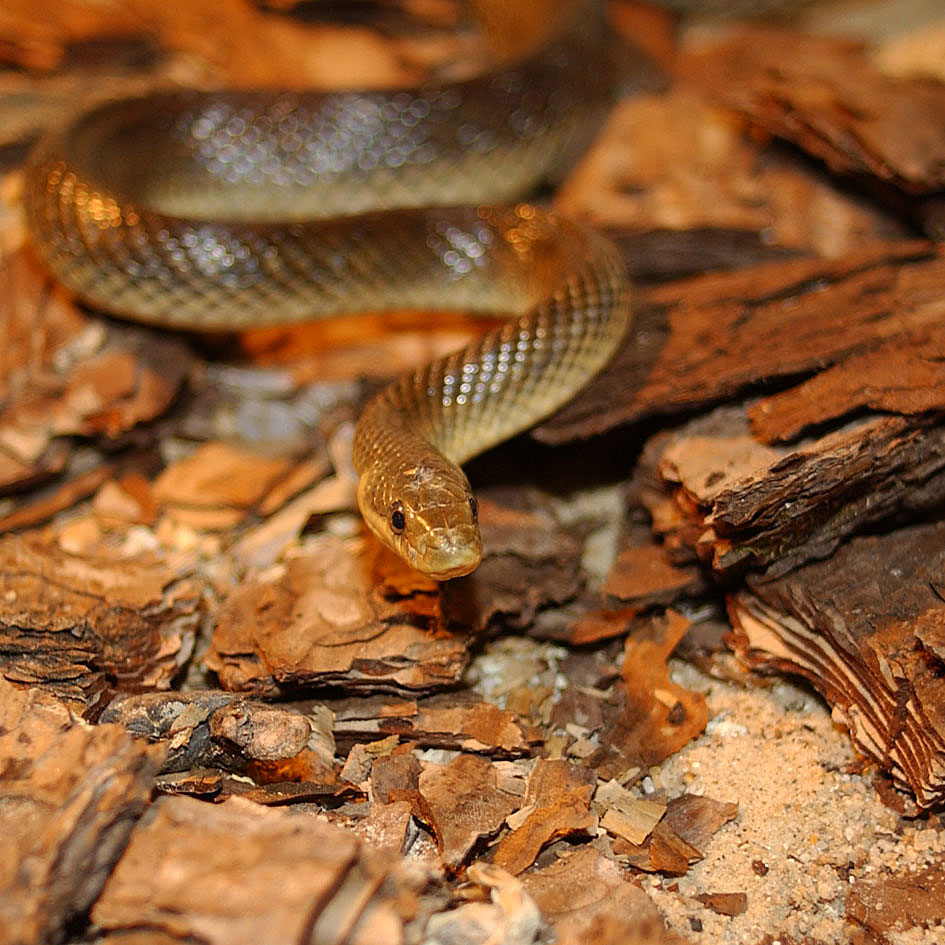

Луска передньої частини тулуба гладенькі, у задній частині тулуба вони мають слабко виражені реберця, особливо добре розвинені в самців. На лусках по дві апікальні ямки. Навколо середини тулуба (Sq.) 23 луски, рідко 21. Черевних щитків (Ventr.) у самців 195—236, у самиць — 207—248; вони зламані під кутом і утворюють по боках черева помітне ребро, що часто підкреслюється тонкою світлою лінією. Хвостових щитків (Scd.) у самців 60—85 пар, у самиць — 60—104 пари. Анальний щиток розділений (А. 1/1).
Голова вкрита симетричними щитками. Ширина міжщелепного щитка в 1,5 рази більша за його довжину, зверху він не вклинюється кутом між міжносові щитками. щитки: Ніздря розташована між 2 носовими щитками. Перед оком 1 великий щиток. Підорбітальний щиток відсутній. Заорбітальних щитів 2. Виличний щиток трапецієподібний, його довжина більша за висоту, він лежить на 2 і 3 верхньогубних щитках. Верхньогубних щитків 8, дуже рідко 9, з них четвертий і п'ятий або п'ятий і шостий торкаються ока. Кількість скроневих щитків (Temp.) 2+3, рідко 1+3, щитки 2 ряду значно дрібніші ніж щитки 1 ряду.

### Забарвлення

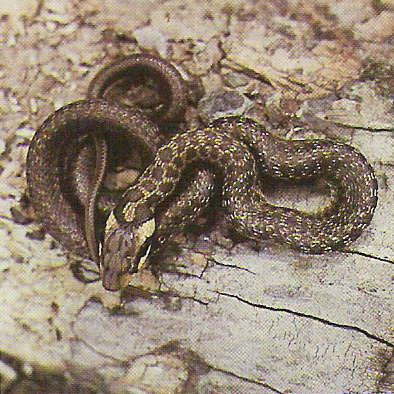
Молода особина

Спина в дорослих особин має оливково-буре, жовтувато-кремове, яскраво-коричневе сіро-коричневе або темно-коричневе забарвлення, більш світле в передній половині тіла, без будь яких плям. Деякі лусочки мають білі краї, що створює тонкий сітчастий візерунок. Іноді зустрічаються дуже темні, майже чорні особини (меланісти). Черево перламутрово-біле, сіре, жовтувате, або кремове, у самок — часто яєчно-жовте, з темними плямами і цятками, які іноді зливаються, тоді черево стає чорним. Голова зверху одноколірна без плям, з боків позаду рота розташовані нерізкі білуваті плями, які доходять до потилиці. Нерізка чорна смужка тягнеться також від заднього краю ока до кута рота. Під оком розташована вузька вертикальна пляма.
Молоді полози забарвлені в сірий, світло-коричневий, червоно-коричневий або світло-бурий колір з численними темними поперечними смугами, утвореними темними краями луски. Іноді у передній частині тулуба ці смужки розбиваються на окремі плями. Нерідко уздовж спини тягнуться 4—7 поздовжніх рядів темних плям. У задній частині голови та на шиї (позаду світлих скроневих плям) розташовані 2 темних плями більш-менш трикутної форми, з'єднані спрямованими вперед кінцями на задньому краю тім'яних щитків, що нагадує перевернуту літеру V. Від заднього краю ока до кута рота проходить темна смуга. Боки голови позаду рота жовтуваті або білуваті. Під оком розташована темна пляма. З віком темні поперечні смужки на тулубі стають менш помітними, а пізніше зникають зовсім.

## Поширення

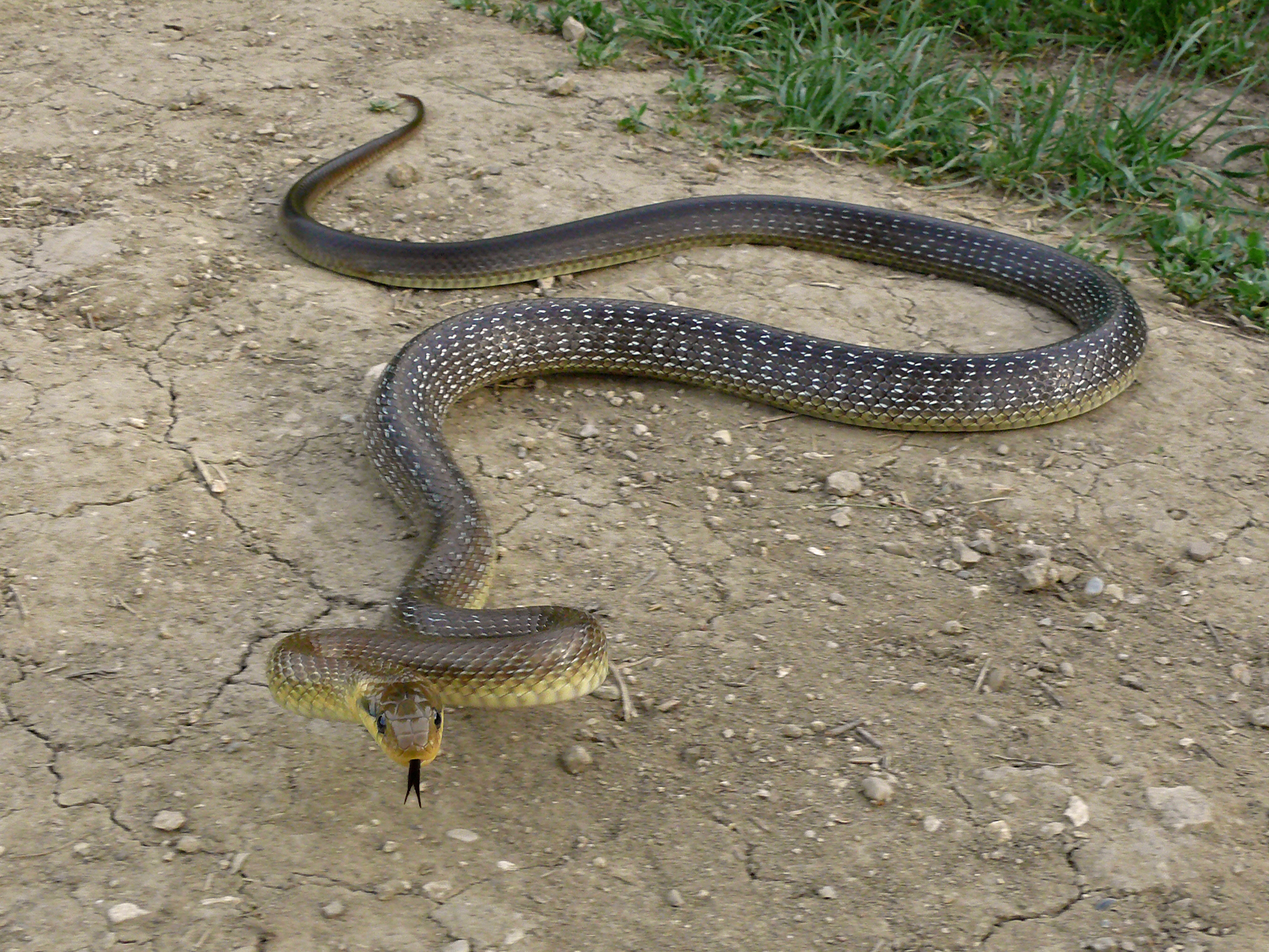
Полоз ескулапів. Німеччина

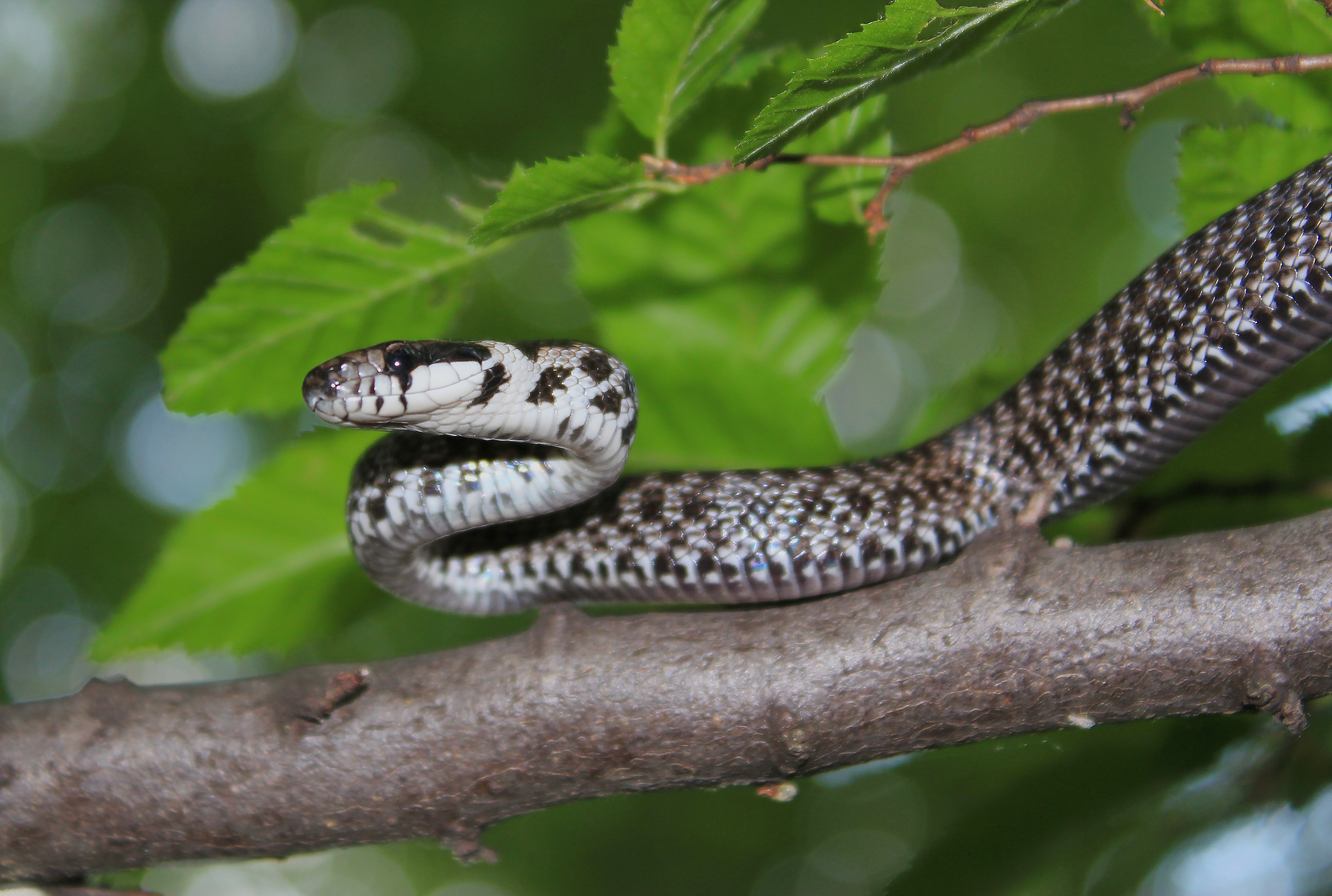
Полоз ескулапів. Румунія

Вид поширений від Північно-Східної та Східної Іспанії через Центральну і Південну Європу (включно із Сицилією й деякими островами Егейського моря), Молдову, Кіровоградську і Миколаївську області України і  до Краснодарського краю Росії, північної половини Малої Азії, Кавказу, Закавказзя та Північного Ірану. Локалітети з Данії і Баварії (Німеччина) значно відірвані від основного ареалу. У Східній Європі ареал розірваний на 2 частини, європейську (до р. Інгул), з одного боку, і кавказьку — з іншого.

### Поширення за країнами
Північно-Західна Іспанія, Франція, Італія, Південна Швейцарія, Данія, Німеччина (Таунус, річка Некар, Пассау, річка Зальцах, Берхтесгаден), Південна Польща, Південна Австрія (крім Тіролю та Форарльберга), Чехословаччина, Угорщина, Румунія, Болгарія, Північна Туреччина, Греція (в т. ч. Корфу), Хорватія (включаючи деякі острови Адріатики), Словенія, Боснія, Герцеговина, Чорногорія, Македонія, Сербія, Південна Словаччина, Албанія, Південна Чехія, Південна Україна, Південна Молдова, Південна Росія (південь до річки Кубань), Грузія, Північно-Західний Іран, Азербайджан. Інтродукований у Великій Британії (Уельс).
Ареал на Кавказі розірваний як мінімум на 4 фрагменти. Частина ареалу лежить у передгір'ях Краснодарського краю від хребта Маркотх до р. Псоу і далі в Абхазії до Сухумі на сході. Другий фрагмент розташований на хребті Азиштау у Республіці Адигея. Окремі локалітети відомі з околиць Лагодехі (Східна Грузія) та східних передгір'їв Колхідської низини (Аджарія та прилеглий Лузистан в Туреччині).
В Україні ареал охоплює Карпати, Закарпаття, Південно-Західну Україну, переважно в зоні широколистяних лісів і доходить на схід до р. Інгул (Західний Лісостеп). Трапляється в Закарпатській, Львівській, Станіславській, Чернівецькій, Тернопільській, Хмельницькій, Вінницькій, Кіровоградський, Миколаївській та Одеській областях.

## Місця проживання
Населяє широколистяні ліси с вічнозеленим підліском, заплавні ліси, грабняки, узлісся букових і дубових лісів, розріджені чагарникові зарості, зарослі лісові галявини, вологі луки, кам'янисті схили заліснених ущелин. У горах трапляється до висоти 2000 м над рівнем моря.
На Кавказі тримається широколистяних, змішаних, часто вологих лісів, рідколісь, шибляків, зріджених чагарникових заростей, схилів заліснених ущелин, виходів скель і морських обривів, вкритих рослинністю, узлісь і лісових галявин, вологих лук. Місцями звичайний у розвалинах, на чайних плантаціях.
У Молдавії поширений майже по всій території країни, але нечисленний. Мешкає на ділянках, вкритих широколистяним лісом і чагарниками, віддаючи перевагу більш сонячним, сухим, з рідкою рослинністю ділянкам.
В Україні відкритих просторів уникає. Характерними біотопами полоза є світлі листяні ліси з добре розвиненим підліском, чагарникові зарості, особливо місцевості із кам'янистими відслоненнями. Особливо охоче оселяється у старих руїнах. У Карпатах трапляється в лісистих передгір'ях у букових, рідше хвойних лісах, місцями на вологих луках та в садах.
У Карпатах полози населяють, як правило, передгір'я з рідким буковим лісом. Чагарником, узлісся на околицях лісових галявин, ділянках з кам'янистими відслоненнями, розвалинах старих замків. Іноді вони трапляються у закинутих господарських спорудах, на кам'янистих терасах виноградників. Уникають густих лісів, заболочених та оброблюваних ділянок. У горах відомий до висоти 860 м над рівнем моря. Загалом полози потрапляють на очі рідко, але в окремих місцевостях можуть бути звичайними. Уздовж чесько-українського кордону та деяких інших місцях траплялось до 2—3 змій на 1 км облікового маршруту, звичайно ж чисельність не перевищує 3—4 особини на 5 км маршруту. Щільність популяції може складати до 0,7 ос./га.
Як сховища використовує нори гризунів, пустоти в старих пеньках та між корінням дерев, низькі дупла, купи хмизу, нагромадження каміння, тріщини і пустоти в скелях, щілини в старих мурах і пустоти у розвалинах.
В Аджарії й Талиші чисельність становить 2—3 особини на 10 км облікового маршруту.

## Сезонна активність

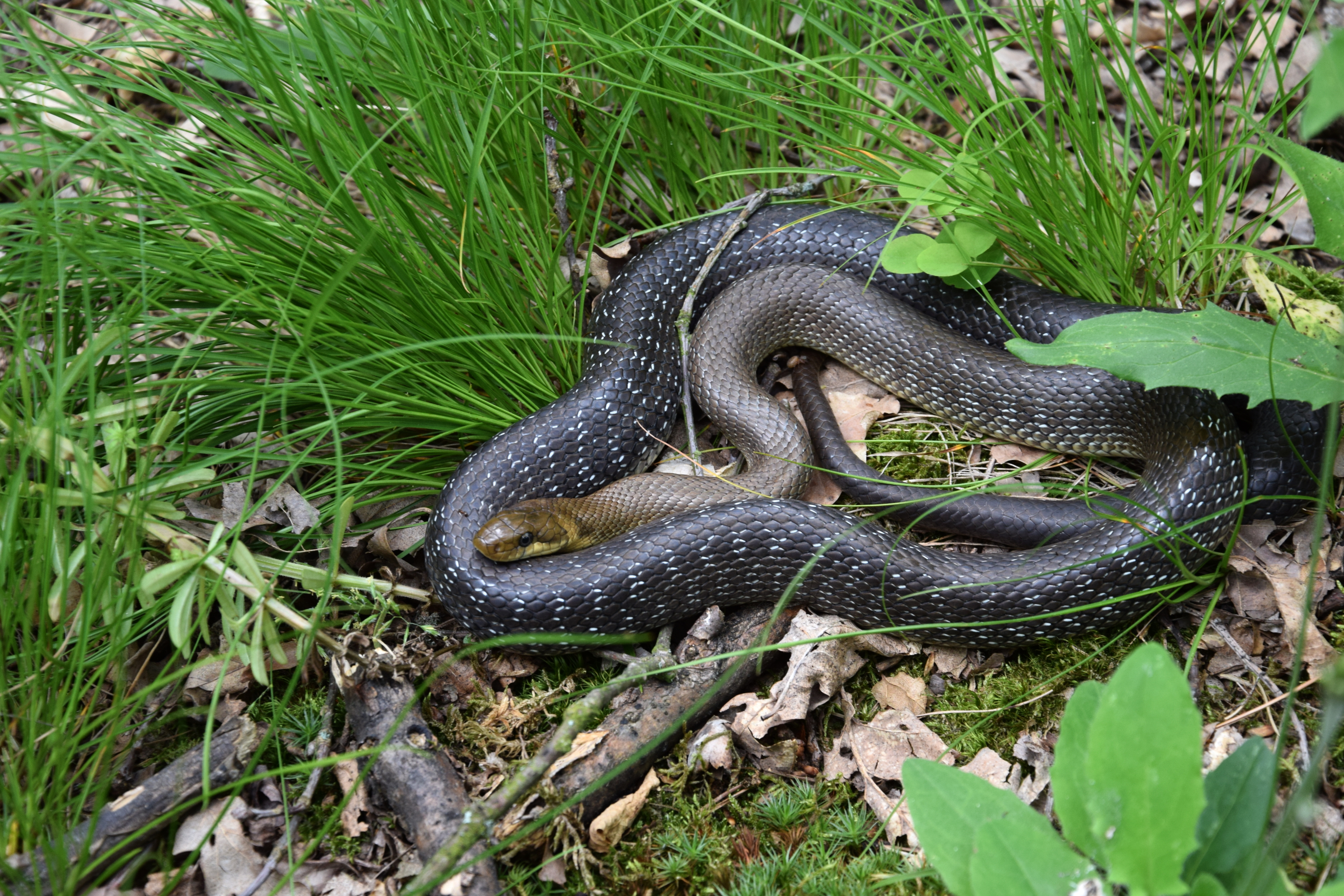
Полоз ескулапів гріється на сонці

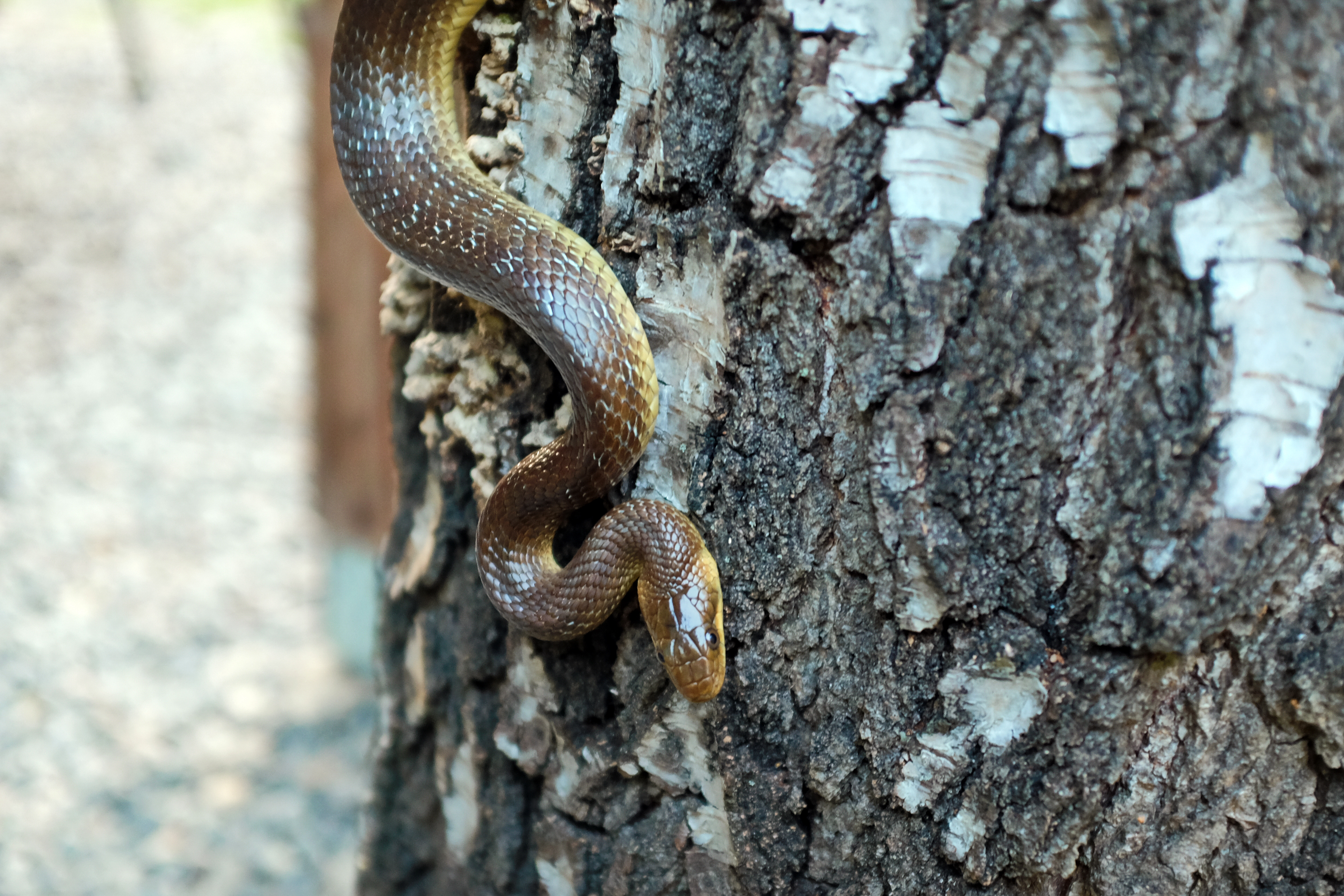
Полоз ескулапів добре лазить по деревах

Досить теплолюбна змія з денним типом добової активності. На більшій частині ареалу активний з квітня по жовтень (у південних районах — у по листопаді — на початку грудня). В Абхазії після зимівлі з'являється в кінці лютого — на початку березня. В Центральній Європі, які близькі до умов України, від зимової сплячки полози прокидаються пізно — у квітні—травні, коли повітря прогріється до 19—21 °С. На півдні ареалу на зимівлю йде наприкінці вересня — у листопаді й навіть на початку грудня в залежності від широти місцевості і погодних умов. На зиму в Україні та Молдові полози ховаються раніше за всіх інших видів змій і трапляються тільки до початку жовтня; у несприятливі роки вони зникають вже в кінці серпня — першій половині вересня.
У Карпатах влітку з'являється о 7—8 годині. Активно полює звичайно до 11—12 год. при температурі повітря 21—26 °С.  З 13 до 18 год. полози тримаються тільку в затінку або гріються на сонці. Рухливими змії знову стають з 18 до 20 год. У дощові та прохолодні дні полози залишаються в сховищах.
Дуже рухлива і ловка змія, може добре і спритно лазити як по деревах, так і по скелях. Для цього він користується гострими гранями луски по боках черева, додатково роздимаючи ребра. На дерево полоз вилазить, обкручуючись спірально навколо стовбура і використовуючи як опору найменші нерівності кори, аж поки не дістанеться до гілок, між якими рухається дуже спритно.  До води сам не йде, хоч і добре плаває. У спекотну погоду часто тримаються біля водойм разом із вужами. Захищаючись, полози кусаються, досить агресивні навіть при утриманні в неволі.

## Розмноження. Розвиток
Полоз ескулапів належить до яйцекладних змій. Самиця в кінці червня — липні відкладає 4—12 яєць у шкірястій оболонці довжиною до 55 мм. Молоді полози з'являються у вересні — на початку жовтня. Статева зрілість настає, ймовірно, у віці 3 роки.
На Кавказі парування відбувається після «шлюбних ігор» на початку травня. Під час копуляції самець утримує самицю за шию. Відкладання 4—9 яєць розміром 17—20 × 35—55 мм50 мм на Чорноморському узбережжі Кавказу відбувається в першій половині липня. Молоді 230—250 мм завдовжки з'являються у вересні.
В Україні парування відбувається в травні — червні, а відкладання яєць (завдовжки 35—55 мм) в кінці червня — липні, у холодні роки іноді в серпні. Самиці відкладають яйця в трухлявину в пеньках та дуплах дерев, під купи опалого листя, у глибокий сухий мох і пухку землю, у забиті хмизом і сміттям щілини і пустоти в скелях та нагромадженнях каміння. Інкубація яєць триває 4—6 тижнів. Молоді змійки з'являються в серпні — першій половині вересня.
У Карпатах полози линяють 4 рази за сезон активності. Перше линяння відбувається звичайно незабаром після виходу із зимової сплячки.

## Живлення

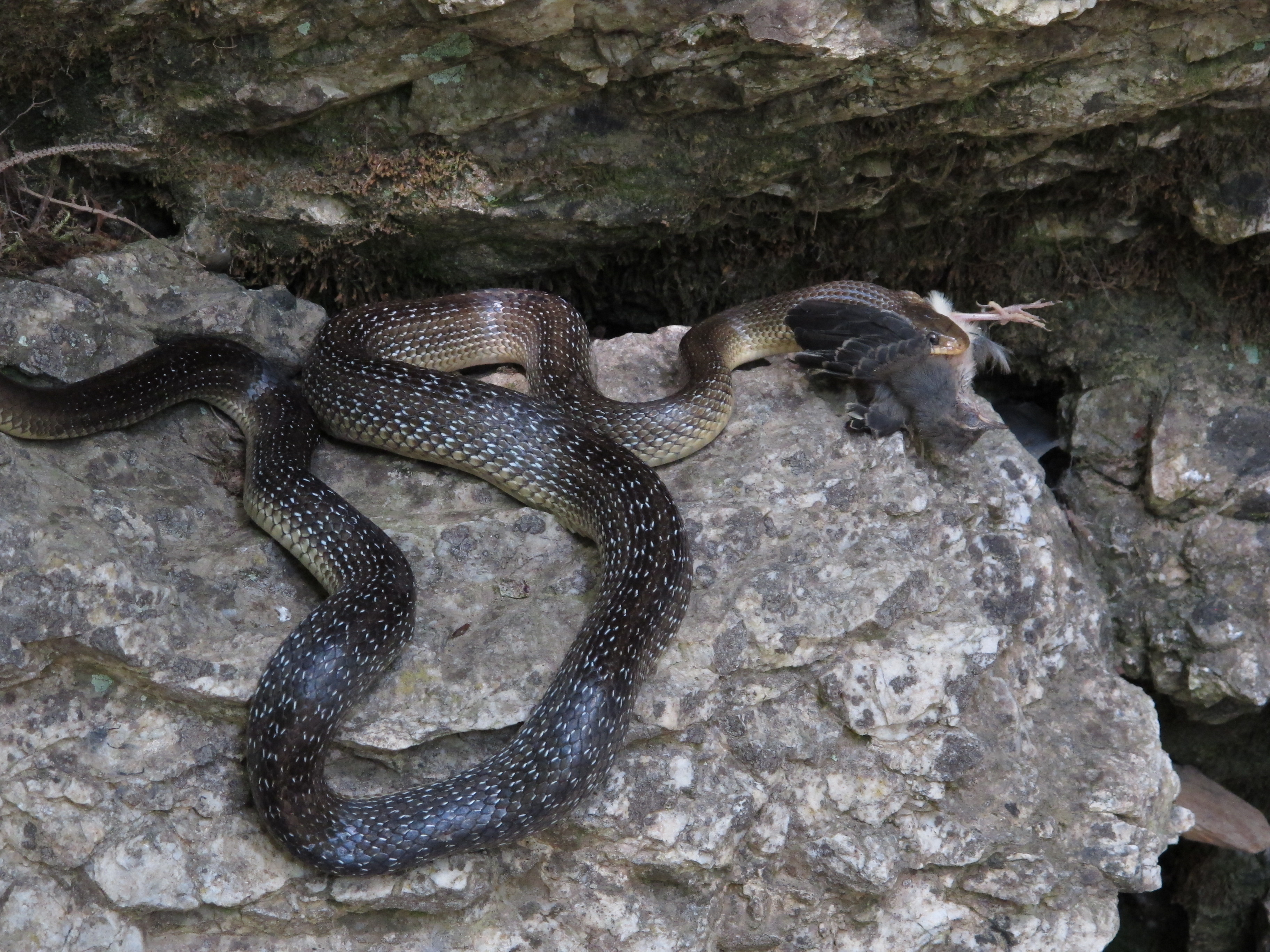
Полоз ескулапів на полюванні

Живиться мишоподібними гризунами, землерийками, ящірками, птахами, їх пташенятами та яйцями. Гнізда птахів руйнує, залазячи досить високо на дерева. Молоді полюють на ящірок та великих комах.
У Молдові і Карпатах основу харчового раціону полозів складають гризуни, переважно нориці (сіра, руда, звичайна), молоді щури, рідше — землерийки. Іноді вони полюють на ящірок, молодих змій і дрібних пташок. Процес травлення триває близько 100 годин.
Свою здобич полоз активно переслідує, спочатку схоплює і кусає зубами, особливо велику, й відразу душить, стискуючи кільцями тіла, лишаючи вільними її голову і хвіст, а потім проковтує живцем, обов'язково головою вперед. У процесі еволюції в багатьох видів полозових сформувались додаткові пристосування для знерухомлення жертви, зокрема токсична слина, що характерно також для полоза ескулапова. Отруйні залози представляють собою модифіковані слинні залози і розташовані над верхніми щелепами позаду очей і виробляють, окрім травних ферментів, токсичні поліпептиди, що чинять паралізуючу дію переважно на холоднокровних тварин. Токсична слина вводяться в жертву через рани, нанесені укусами верхньощелепними зубами. Особливе значення отрута має для перемоги над великою сильною здобиччю. Саме цим пояснюється довге утримування змією подібної жертви перед тим, як її проковтнути..

## Охорона
Стан більшості природних популяцій виду в межах ареалу залишається більш-менш стабільним. Саме тому він, згідно Червоного списку МСОП, отримав охоронний статус «відносно благополучний вид). Але в окремих регіонах спостерігається тенденція до зниження чисельності популяції виду, що потребує запровадження додаткових охоронних заходів. Тому полоз ескулапів занесений до Бернської конвенції (Додаток ІІ. Види фауни, що підлягають особливій охороні) та Директиви Європейського Союзу 92/43/ЄС «Про збереження природних оселищ та видів природної фауни і флори» (Додаток IV. Види рослин і тварин, що становлять особливий інтерес для Європейського Союзу, які потребують суворих заходів охорони).
Як вид із реліктовим ареалом та чисельністю, що скорочується, полоз ескулапів занесений також до Червоних книг/списків кількох країн Європи та Азії, у тому числі до Червоної книги України (охоронна категорія: «зникаючий вид»)  

Вид охороняється в ряді природно-заповідних об'єктів у межах ареалу. У Німеччині та Австрії створені спеціальні «зміїні парки», де полози охороняються. Добре розводиться в лабораторних умовах.

## Практичне значення

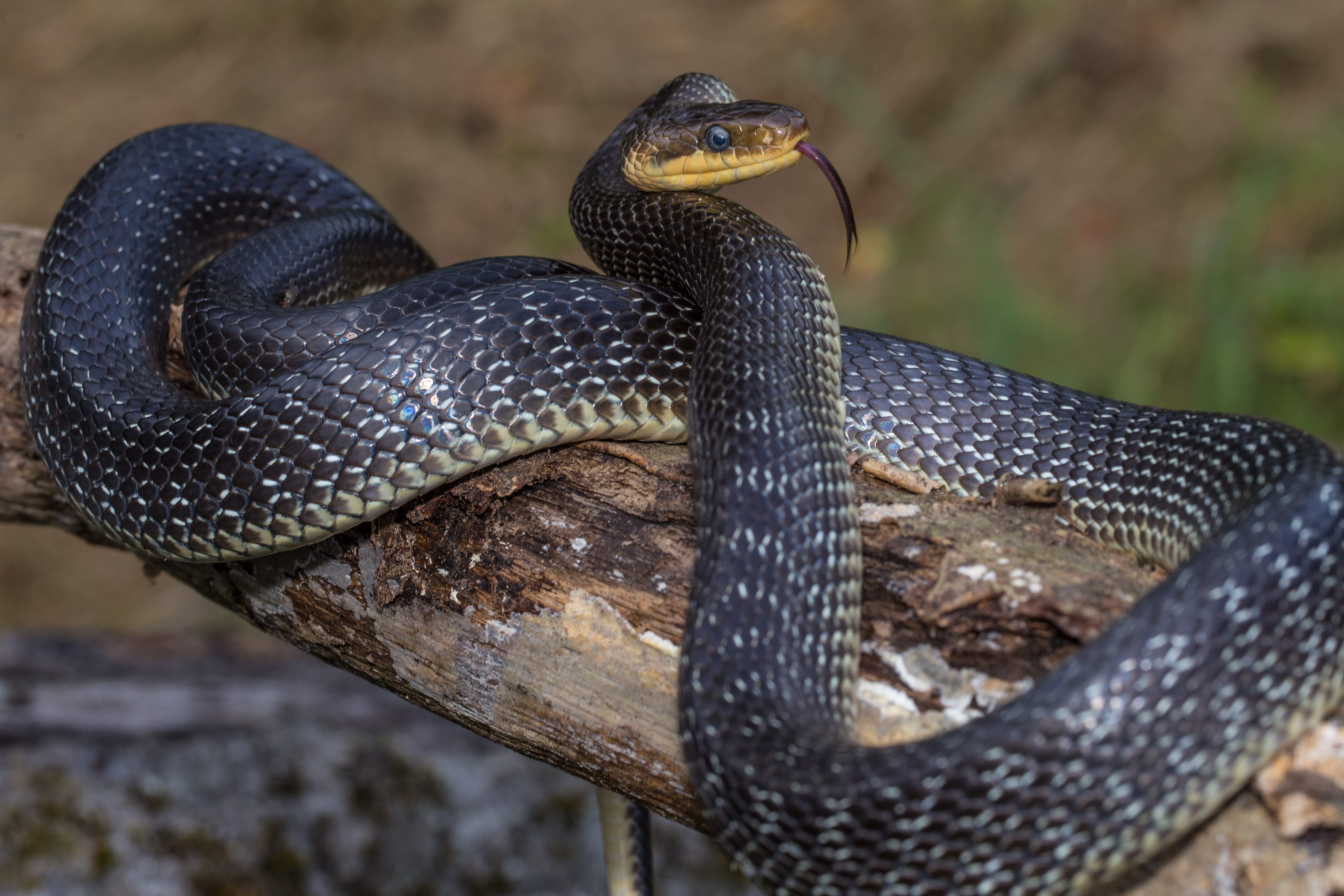
Полоз ескулапів у погрозливій позі

Полоз ескулапів належить до умовно отруйних видів змій, у яких відсутній спеціальний отруйний апарат. Незважаючи на токсичність його слини, отруті важко потрапити до організму людини, адже спеціальних отруйних зубів у полоза немає. Зловлена змія, активно боронячись, може прокусити шкіру людини до крові. Частина токсичної слини полоза може потрапити до організму людини через кров, що може призвести до легкого отруєння, симптоми якого нагадують наслідки укусу гадюки (набряк, біль, місцеві капілярні крововиливи), які, як правило, після надання первинної медичної допомоги або самі по собі протягом кількох днів зникають. Тому полоза ескулапова можна вважати відносно безпечним для людини, хоча треба бути обережнішим із цією досить агресивною змією і не доводити спілкування з нею до «кровопролиття», адже через подряпини можна занести банальну бактеріальну інфекцію.
Відомо, що полоз ескулапів може наносити певну шкоду, знищуючи гнізда птахів. Але, зважаючи на значне переважання в його кормовому раціоні мишоподібних гризунів та незначну щільність популяції змії в лісових екосистемах, цю шкоду слід вважати несуттєвою.
Полоза ескулапова як красиву, граціозну і досить невибагливу змію здавна відловлюють для утримання в неволі та перепродажу тераріумістам, що часто призводить до помітного скорочення чисельності виду в місцях його компактного проживання.

## Систематика
Один із 6 видів роду полозів-заменісів (Zamenis), виокремленого з роду Coluber..
Донедавна в межах виду виділяли до 4-х підвидів. Після детальних морфологічних та молекулярно-генетичних досліджень ряд підвидів отримали видовий статус.